# Przegląd Oświatowo-Wychowawczy
Przegląd Oświatowo–Wychowawczy – kwartalnik pedagogiczny wydawany w Krakowie w latach 1974–1990, początkowo przez Instytut Kształcenia Nauczycieli i Badań Oświatowych, następnie przez Oddział Doskonalenia Nauczycieli, a na pod koniec swego istnienia przez Centrum Doskonalenia Nauczycieli Oddział w Krakowie. W latach 1974–1983 redaktorem naczelnym był S. Witek, w latach 1984–1990 – S. Rzęsikowski. Na łamach pisma ukazywały się artykuły na temat historii szkolnictwa, problemów wychowawczych i metodologii badań pedagogicznych. Kontynuacją pisma jest „Hejnał Oświatowy” – popularnonaukowe pismo wydawane od 1992 roku.